# Czarci tuzin
Czarci tuzin – zbiór 13 opowiadań autorstwa Wojciecha Żukrowskiego. Każda z tych opowieści jest inna i nie powiązana swą fabułą z pozostałymi. Wszystkie opowiadania łączy także atmosfera niezwykłych i tajemniczych, niewyjaśnionych, fascynujących, budzących lęk zjawisk, wierzeń i legend. Został wydany w 2000 r..
Zbiorek ten obejmuje następujące opowiadania:   
- Zadymka
- Wtajemniczenie
- Zabawy dzieci
- Próba mocy
- Wampir z Frankensteinu
- Pukanie w ścianę
- Nóż z krzyżykiem na rękojeści
- Wyszła Baba z lasu
- Za czarnym progiem
- Biała orchidea
- Mamulka
- Przed odlotem
- Wiadro pełne grzybów[4].